# Kosmos 7
Kosmos 7, em russo Ко́смос 7 
(Cosmos 7), ocasionalmente chamado no ocidente de Sputnik 17, foi o sétimo satélite da série Kosmos.
Foi usado para coletar dados das camadas mais altas da atmosfera, também foi usado para medir a radiação no ambiente espacial para garantir a segurança durante o voo das espaçonaves Vostok 3 e Vostok 4.
Ele foi lançado por um foguete Vostok-2 em 28 de Julho de 1962 as 09:21:00 UTC. Sendo este o primeiro voo bem sucedido desse foguete, e o segundo dessa plataforma a atingir a órbita pretendida com sucesso.
Possuía a massa orbital de 4.600 kg. 
O Kosmos 7, foi um satélite construído sobre a plataforma Zenit-2, um satélite espião de reconhecimento derivado da espaçonave Vostok.